# درقة (حشرات)

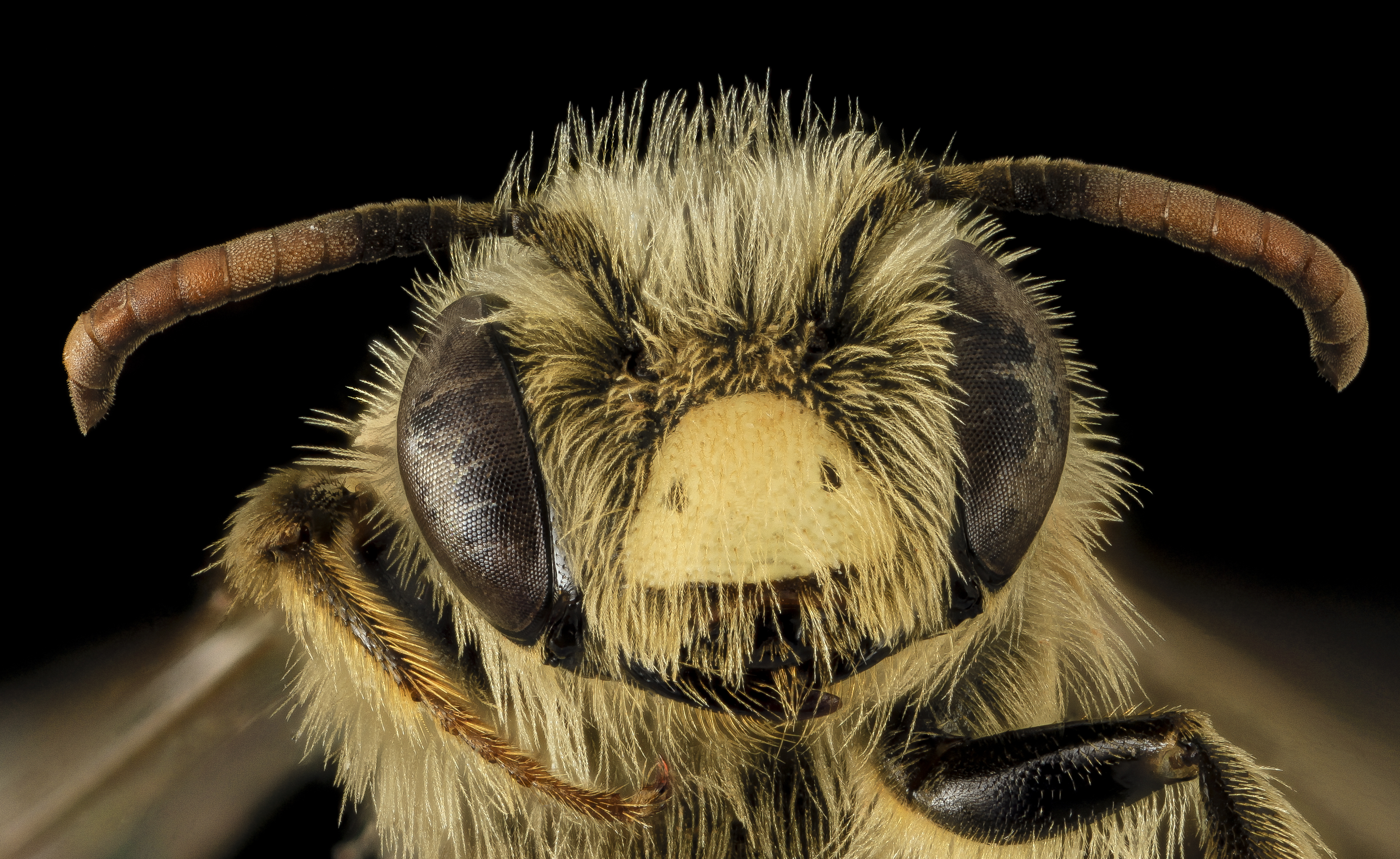
درقة صفراء في نحلة

الدَّرَقَة أو الإزار (بالإنجليزية: Clypeus) هي إحدى الصليبات التي تكون وجه مفصليات الأرجل. أما الدرقة الخلفية (post-clypeus) هي هيكلٌ كبيرٌ يُشبه الأنف، يقع بين العيون ويُشكل الجزء الأمامي من الوجه في الزيزيات. تُمثل الدرقة في العناكب المنطقة الواقعة بين الحافة الأمامية للقصعة والعيون الأمامية.